# Sannakji
Le sannakji ou sannakji hoe est un type de hoe (en), ou plat cru, dans la cuisine coréenne. Ce plat consiste en nakji (hangul : 낙지, une petite pieuvre) qui a été découpée vivante en petits morceaux et servie immédiatement, habituellement peu assaisonnée avec du sésame et de l'huile de sésame. Les morceaux de nakji en général se tortillent toujours dans l’assiette quand ils sont servis. Les nakji peuvent également être servies entières et vivantes dans le cas de bébés pieuvres.

## Consommation
Du fait que les ventouses sur les morceaux de bras sont toujours actives lorsque le plat est servi, une attention particulière doit être prise en mangeant le sannakji. Les ventouses peuvent accrocher les morceaux de pieuvre dans la gorge ou dans la bouche, ce qui présente un risque d'étouffement pour certaines personnes, en particulier si elles sont ivres.